# MTV Video Music Awards 2007
Gli MTV Video Music Awards 2007 si sono svolti il 9 settembre 2007 a Las Vegas, Nevada. Questa 24ª non ha avuto un presentatore principale, ma se ne sono alternati molti.
Questa edizione è ricordata soprattutto per la disastrosa performance di Britney Spears con la canzone Gimme More, durante la quale la cantante sbagliò molti passi di danza e sembrò avere qualche difficoltà a stare dietro al playback.
I più nominati di questa edizione furono Justin Timberlake e Beyoncé, con 7 nomination a testa, mentre a vincere più premi durante la serata fu Justin Timberlake, che si aggiudicò 4 statuette. Mentre Rihanna ricevette il premio più prestigioso come Video dell'anno per il suo Umbrella.

## Esibizioni
A differenza delle precedenti edizioni degli MTV Video Music Awards, nel 2007 oltre alle esibizioni sul palco principale ci furono vari concerti paralleli, ognuno tenuto da una band con degli artisti ospiti. Le poche esibizioni sul palco di The Palms furono trasmesse in diretta.

### Pre show
- Nicole Scherzinger featuring Lil Wayne — "Whatever U Like" (MTV-mix)

### Esibizioni dal vivo
- Britney Spears — Trouble introduzione/Gimme More
- Chris Brown featuring Rihanna — Medley: "Wall to Wall" / "Umbrella" (Rihanna)/ "Billie Jean" / "Kiss Kiss"
- Linkin Park — "Bleed It Out" (performance a sorpresa al Rain Night club)- introduzione di Timbaland
- Alicia Keys — Medley: "No One"/"Freedom"
- Medley di Timbaland: Nelly Furtado — "Do It" / D.O.E. e Sebastian — interludio rap su "The Way I Are" / Timbaland featuring Keri Hilson — "The Way I Are" / Justin Timberlake — "LoveStoned" / Timbaland featuring Nelly Furtado e Justin Timberlake — "Give It to Me"

### Esibizione di Mark Ronson sul palco principale
- Mark Ronson featuring Akon — "Smack That"
- Mark Ronson featuring Adam Levine — "Wake Up Call"
- Mark Ronson featuring Wale — "W.A.L.E.D.A.N.C.E."
- Mark Ronson featuring Daniel Merriweather — "Stop Me"

### Timbaland & Timberlake Fantasy Suite show
- T.I. (con beat-box di Justin Timberlake) — "Big Things Poppin' (Do It)"
- Justin Timberlake featuring Timbaland — "Chop Me Up"
- Petey Pablo — "Freak-a-Leek"
- 50 Cent featuring Justin Timberlake e Timbaland — "Ayo Technology"
- 50 Cent — "I Get Money"
- 50 Cent — "Straight to the Bank"/"In da Club"

### Fall Out Boy Fantasy Suite show
- Fall Out Boy — "Sugar, We're Goin Down"
- Rihanna featuring Fall Out Boy — "Shut Up and Drive"
- Fall Out Boy — "Thnks fr th Mmrs"
- Fall Out Boy — Medley: "Beat It"/"The Carpal Tunnel of Love"
- Fall Out Boy — Don't Matter
- Fall Out Boy — "Top Gun Anthem"
- Fall Out Boy featuring Lil Wayne e Brendon Urie — "This Ain't a Scene, It's an Arms Race"
- Gym Class Heroes featuring Ne-Yo e Patrick Stump — "Clothes Off!!"
- Gym Class Heroes — "The Queen And I"
- Panic! at the Disco — "Nine in the Afternoon"
- Cobra Starship featuring William Beckett e Travie McCoy — "Bring It (Snakes on a Plane)"
- Cobra Starship — "The Church of Hot Addiction"

## Vincitori e candidati
I vincitori sono scritti in grassetto.

### Video dell'anno
- Rihanna feat. Jay-Z - Umbrella
- Beyoncé - Irreplaceable
- Justice - D.A.N.C.E.
- Kanye West - Stronger
- Amy Winehouse - Rehab

### Artista maschile dell'anno
- Justin Timberlake
- Akon
- Robin Thicke
- Kanye West
- T.I.

### Artista femminile dell'anno
- Fergie
- Beyoncé
- Nelly Furtado
- Rihanna
- Amy Winehouse

### Miglior gruppo
- Fall Out Boy
- Gym Class Heroes
- Linkin Park
- Maroon 5
- The White Stripes

### Miglior collaborazione
- Beyoncé feat. Shakira - Beautiful Liar
- Akon feat. Eminem - Smack That
- Gwen Stefani feat. Akon - The Sweet Escape
- Justin Timberlake feat. Timbaland - SexyBack
- U2 feat. Green Day - The Saints Are Coming

### Singolo dell'anno
- Rihanna feat. Jay-Z - Umbrella
- Daughtry - Home
- Fall Out Boy - Thnks Fr Th Mmrs
- Avril Lavigne - Girlfriend
- Lil Mama - Lipgloss
- Mims - This Is Why I'm Hot
- Plain White T's - Hey There Delilah
- Shop Boyz - Party Like a Rock Star
- T-Pain feat. Yung Joc - Buy U a Drank (Shawty Snappin')
- Timbaland feat. Keri Hilson, D.O.E. & Sebastian - The Way I Are

### Miglior artista esordiente
- Gym Class Heroes
- Lily Allen
- Peter Bjorn and John
- Carrie Underwood
- Amy Winehouse

### Quadruple Threat of the Year
- Justin Timberlake
- Beyoncé
- Bono
- Jay-Z
- Kanye West

### Miglior regia
- Justin Timberlake - What Goes Around... Comes Around
- Christina Aguilera - Candyman
- Beyoncé feat. Shakira - Beautiful Liar
- Kanye West - Stronger
- Linkin Park - What I've Done
- Rihanna feat. Jay-Z - Umbrella

### Miglior coreografia
- Justin Timberlake - My Love
- Beyoncé feat. Shakira - Beautiful Liar
- Chris Brown - Wall to Wall
- Ciara - Like a Boy
- Eve - Tambourine

### Miglior montaggio
- Gnarls Barkley - Smiley Faces
- Beyoncé feat. Shakira - Beautiful Liar
- Linkin Park - What I've Done
- Justin Timberlake - What Goes Around... Comes Around
- Kanye West - Stronger